# دانشنامه اورگن
دانشنامهٔ تاریخ و فرهنگ اورگن (انگلیسی: Oregon Encyclopedia of History and Culture) دانشنامه‌ای است که تمرکزش بر تاریخ و فرهنگ ایالت اورگن در ایالات متحده آمریکا است.
این دانشنامه یکی پروژه مشترک میان «دپارتمان تاریخ دانشگاه ایالتی پورتلند»، «شورای آموزگاران زبان انگلیسی اورگن» و «انجمن تاریخ اورگن» است و از ۱۴ فوریه ۲۰۰۸ مصادف با ۱۴۹مین بنیان‌گذاری این ایالت آغاز به‌کار کرد. این پروژه در ابتدا به عنوان یک دانشنامه آنلاین راه اندازی شد، اما هدف آن است که در نهایت، آن را به صورت کتاب نیز منتشر کنند. هدفِ این پروژه، ایجاد دستکم ۳۰۰۰ مقاله است. تا ژوئن ۲۰۲۰، بیش از ۱۷۵۰ مقاله توسط بیش از ۴۰۰ نویسنده از سراسر ایالت منتشر شده‌است. مطابق پیش‌بینی‌های اولیه، این دانشنامه هزینه ای در حدود ۲–۱ میلیون دلار خواهد داشت.